# Šárecká brána
Šárecká brána, také Špitálská brána, je zaniklá pražská stavba. Byla vystavěna roku 1631 v Kanovnické ulici vedle kanovnického domu
, protože po rozšíření Hradčan o Strahov a Pohořelec bylo nutné rozšířit také původní opevnění ze 14. století. Stála až do roku 1885, kdy ztratila na významu a proto byla zbořena, aby ustoupila rozvíjejícímu se městu.